# Pieter Duyfhuysen
Pieter Duyfhuysen (1608, Rotterdam - 1677, Rotterdam) est un peintre néerlandais du siècle d'or.

## Biographie
Pieter Duyfhuysen est né en 1608 à Rotterdam aux Pays-Bas. Il est fils de notaire. Il étudie la peinture à Haarlem sous la direction du maître Johannes Torrentius (1589-1644). En 1625, il est de retour à Rotterdam et s'installe chez son frère Jacob, qui est lui aussi notaire, et pour lequel il fait office de témoin dans ses actes notariés jusqu'en 1671.

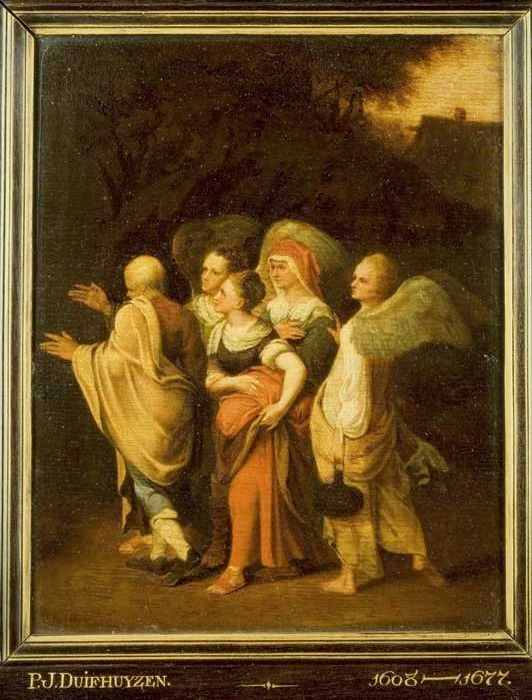
Lot et ses filles, v. 1660 (Musée Boijmans Van Beuningen, Rotterdam).

Ses œuvres s'inspirent de scènes de genre rustique, et sont influencées par les travaux des peintres de Rotterdam, tels que Cornelis et Herman Saftleven, Hendrick Martensz Sorgh et Pieter de Bloot. Il a également peint des portraits tels que le tableau Lot et ses filles (Musée Boijmans Van Beuningen, Rotterdam).
Il meurt en 1677 et est enterré à Rotterdam le 27 septembre 1677.

## Œuvres
- Cour rustique[2], The Wallace Collection, Londres, Royaume-Uni